# Brooklyn Heights (Ohio)
Brooklyn Heights es una villa ubicada en el condado de Cuyahoga en el estado estadounidense de Ohio. En el Censo de 2010 tenía una población de 1543 habitantes y una densidad poblacional de 337,92 personas por km².

## Geografía
Brooklyn Heights se encuentra ubicada en las coordenadas 41°25′12″N 81°39′55″O / 41.42000, -81.66528. Según la Oficina del Censo de los Estados Unidos, Brooklyn Heights tiene una superficie total de 4.57 km², de la cual 4.52 km² corresponden a tierra firme y (1.08%) 0.05 km² es agua.

## Demografía
Según el censo de 2010, había 1543 personas residiendo en Brooklyn Heights. La densidad de población era de 337,92 hab./km². De los 1543 habitantes, Brooklyn Heights estaba compuesto por el 94.62% blancos, el 1.17% eran afroamericanos, el 0.58% eran amerindios, el 1.69% eran asiáticos, el 0% eran isleños del Pacífico, el 0.39% eran de otras razas y el 1.56% pertenecían a dos o más razas. Del total de la población el 2.46% eran hispanos o latinos de cualquier raza.